# 274-я стрелковая дивизия (2-го формирования)
274-я стрелковая дивизия (274 сд) — воинское формирование (соединение, стрелковая дивизия) РККА в Великой Отечественной войне.
Дивизия участвовала в боевых действиях:  
- 09.05.1942-01.06.1942
- 18.07.1942-06.04.1944
- 14.04.1944-09.05.1945

Сокращённое наименование — 274 сд (в/ч пп 08713)

## История
С 9 мая по 17 июля 1942 года   в районе города Высоковск Московской области на базе 30-й отдельной стрелковой бригады была сформирована 274-я стрелковая дивизия второго формирования.
18 июля 1942 года дивизия выступила из города  Клин в район Старицы. 23 июля дивизия включалась в состав 29-й	армии Калининского фронта где вела оборонительные и наступательные бои на левом берегу реги Иружа в районе Карпово, Батюково Калининской области. С 6 августа дивизия вошла в подчинение 30-й	армии этого же фронта и участвовала в Ржевско-Сычевской наступательной операции. Ее части 10 августа перешли в наступление, к 13 августа перерезали ж. д. Зубцово — Ржев в районе Грибеево и, развивая наступление, передовыми отрядами вышли к району Демкино. После перегруппировки дивизия возобновила наступление и 21 августа первой из соединений 30-й армии вышла на берег реки Волга восточнее Ржева, однако форсировать ее с ходу не удалось. По приказу командующего армией дивизия перешла к обороне на достигнутом рубеже, где находилась до марта 1943 года. 
Затем она в составе 30-й армии Западного фронта участвовала в Ржевско-Вяземской наступательной операции, ликвидации Ржевско-Вяземского выступа и освобождении Ржева. С 29 апреля 1943 года дивизия вошла в состав 31-й армии этого же фронта и участвовала в Смоленской наступательной операции. 8 августа ее части перешли в наступление, к 1 сентября перерезали магистраль Москва — Минск в районе Старое Суетово и 16 сентября освободили город Ярцево. В ознаменование одержанной победы Приказом Верховного главнокомандующего от 19 сентября 1943 года она получила наименование «Ярцевская». Продолжая наступление, ее части форсировали реку Вопь, вышли на берег реки Пальма (в 8 км северо-западнее г. Ярцево), а 21 сентября вторично перерезали автомагистраль Москва — Минск, чем содействовали войскам 31-й армии в освобождении города Смоленск (Ельнинско-Дорогобужская, Смоленско-Рославльская операции). До декабря 1943 года она продолжала вести наступательные бои в направлении на Оршу в обход Смоленска, затем была подчинена 33-й армии (с 9 декабря) и действовала на богушевском направлении юго-восточнее Витебска. В конце марта 1944 года дивизия была выведена в резерв Западного фронта, затем в резерв Ставки ВГК и переброшена в район ст. Пересна, где вошла в подчинение 69-й армии 1-го Белорусского фронта. В ее составе участвовала в Белорусской, Люблин-Брестской, Варшавско-Познанской и Берлинской наступательных операциях. За образцовое выполнение заданий командования в боях при прорыве обороны немцев южнее Варшавы она была награждена орденом Суворова 2-й степени, а за овладение городом Калиш — орденом Красного Знамени
После войны в июне 1945 года 274-я стрелковая дивизия была расформирована.

## Полное название
274-я Ярцевская Краснознамённая ордена Суворова стрелковая дивизия

## Состав и награды
- 961-й стрелковый Бранденбургский Краснознаменный ордена Суворова полк

 (9 августа 1944 года — за овладение городом Хелм (Холм))
 (28 мая 1945 года — за отличие в боях при прорыве обороны немцев и наступлении на Берлин)
- 963-й стрелковый Краснознаменный ордена Кутузова полк

 (5 апреля 1945 года — за вторжение пределы Бранденбургской провинции)
 (28 мая 1945 года — за отличие в боях при прорыве обороны немцев и наступлении на Берлин)
- 965-й стрелковый Краснознаменный ордена Кутузова полк

 (5 апреля 1945 года — за вторжение пределы Бранденбургской провинции)
 (28 мая 1945 года — за отличие в боях при прорыве обороны немцев и наступлении на Берлин)
- 814-й артиллерийский Бранденбургский ордена Богдана Хмельницкого полк

 (28 мая 1945 года — за отличие в боях при прорыве обороны немцев и наступлении на Берлин)
- 545-й отдельный сапёрный Краснознаменный батальон

 (5 апреля 1945 года — за вторжение пределы Бранденбургской провинции)
- 150-й отдельный истребительно-противотанковый Бранденбургский ордена Богдана Хмельницкого дивизион

 (28 мая 1945 года — за отличие в боях при прорыве обороны немцев и наступлении на Берлин)
- 340-я отдельная разведывательная рота
- 633-й отдельный батальон связи (432-я отдельная рота связи)
- 481-я зенитная батарея (до 05.02.1943)
- 301-й минометный дивизион (до 10.10.1942)
- 336-й медико-санитарный батальон
- 298-я отдельная рота химической защиты
- 547-я автотранспортная рота
- 390-я полевая хлебопекарня
- 860-й дивизионный ветеринарный лазарет
- 1643-я полевая почтовая станция
- 1633-я полевая касса Государственного банка

## Подчинение
| Дата            | Фронт                    | Армия               | Корпус                             | Примечания |
| --------------- | ------------------------ | ------------------- | ---------------------------------- | ---------- |
| 01.04.1942 года | Московский военный округ |                     |                                    | -          |
| 01.05.1942 года | Московский военный округ |                     |                                    | -          |
| 01.06.1942 года | Московская зона обороны  |                     |                                    | -          |
| 01.07.1942 года | Резерв Ставки ВГК        | 4-я резервная армия |                                    | -          |
| 01.08.1942 года | Калининский фронт        | 29-я армия          |                                    | -          |
| 01.09.1942 года | Западный фронт           | 29-я армия          |                                    | -          |
| 01.10.1942 года | Западный фронт           | 29-я армия          |                                    | -          |
| 01.11.1942 года | Западный фронт           | 30-я армия          |                                    | -          |
| 01.12.1942 года | Западный фронт           | 30-я армия          |                                    | -          |
| 01.01.1943 года | Западный фронт           | 30-я армия          |                                    | -          |
| 01.02.1943 года | Западный фронт           | 30-я армия          |                                    | -          |
| 01.03.1943 года | Западный фронт           | 30-я армия          |                                    |            |
| 01.04.1943 года | Западный фронт           | 30-я армия          |                                    |            |
| 01.05.1943 года | Западный фронт           | 31-я армия          |                                    |            |
| 01.06.1943 года | Западный фронт           | 31-я армия          |                                    |            |
| 01.07.1943 года | Западный фронт           | 31-я армия          | 36-й стрелковый корпус             | -          |
| 01.08.1943 года | Западный фронт           | 31-я армия          | 36-й стрелковый корпус             | -          |
| 01.09.1943 года | Западный фронт           | 31-я армия          | 36-й стрелковый корпус             | -          |
| 01.10.1943 года | Западный фронт           | 31-я армия          | 36-й стрелковый корпус             | -          |
| 01.11.1943 года | Западный фронт           | 31-я армия          | 36-й стрелковый корпус             | -          |
| 01.12.1943 года | Западный фронт           | 31-я армия          | 36-й стрелковый корпус             | -          |
| 01.01.1944 года | Западный фронт           | 33-я армия          | 36-й стрелковый корпус             | -          |
| 01.02.1944 года | Западный фронт           | 33-я армия          | 65-й стрелковый корпус             | -          |
| 01.03.1944 года | Западный фронт           | 33-я армия          | 36-й стрелковый корпус             | -          |
| 01.04.1944 года | Западный фронт           | 33-я армия          |                                    | -          |
| 01.05.1944 года | 1-й Белорусский фронт    | 69-я армия          | 61-й гвардейский стрелковый корпус | -          |
| 01.06.1944 года | 1-й Белорусский фронт    | 69-я армия          | 61-й гвардейский стрелковый корпус | -          |
| 01.07.1944 года | 1-й Белорусский фронт    | 69-я армия          | 61-й гвардейский стрелковый корпус | -          |
| 01.08.1944 года | 1-й Белорусский фронт    | 69-я армия          | 61-й гвардейский стрелковый корпус | -          |
| 01.09.1944 года | 1-й Белорусский фронт    | 69-я армия          | 61-й гвардейский стрелковый корпус | -          |
| 01.10.1944 года | 1-й Белорусский фронт    | 69-я армия          | 61-й гвардейский стрелковый корпус | -          |
| 01.11.1944 года | 1-й Белорусский фронт    | 69-я армия          | 61-й гвардейский стрелковый корпус | -          |
| 01.12.1944 года | 1-й Белорусский фронт    | 69-я армия          | 61-й гвардейский стрелковый корпус | -          |
| 01.01.1945 года | 1-й Белорусский фронт    | 69-я армия          | 61-й гвардейский стрелковый корпус | -          |
| 01.02.1945 года | 1-й Белорусский фронт    | 69-я армия          | 61-й гвардейский стрелковый корпус | -          |
| 01.03.1945 года | 1-й Белорусский фронт    | 69-я армия          | 61-й гвардейский стрелковый корпус |            |
| 01.04.1945 года | 1-й Белорусский фронт    | 69-я армия          | 61-й гвардейский стрелковый корпус |            |
| 01.05.1945 года | 1-й Белорусский фронт    | 69-я армия          | 61-й гвардейский стрелковый корпус |            |

## Командование

### Командиры
- Утвенко, Александр Иванович (10.05.1942 - 11.07.1942),  полковник
- Мельников, Павел Васильевич (12.07.1942 - 10.08.1942), полковник
- Шульга, Василий Павлович (11.08.1942 - ??.06.1945), полковник, с 22.02.1944 генерал-майор

### Заместители командира
- Становский, Семён Ипатьевич (??.07.1943 - 31.12.1943),  полковник

### Начальники штаба
- Мельников, Павел Васильевич (??.04.1942 - 11.07.1942), полковник
- Мельников, Павел Васильевич (10.08.1942 - 18.09.1942), полковник

## Награды и наименования
| Награда (наименование)            | Дата                                                          | За что награждена |
| --------------------------------- | ------------------------------------------------------------- | --- |
| Почётное наименование «Ярцевская» | Приказ Верховного Главнокомандующего № 17 от 19 сентября 1943 | В ознаменование одержанной победы и отличие в боях при овладении Ярцево |
| Орден Красного Знамени            | 19 февраля 1945                                               | награждена указом Президиума Верховного Совета СССР от 19 февраля 1945 года за образцовое выполнение боевых заданий командования в боях с немецкими захватчиками, за овладение городом Калиш и проявленные при этом доблесть и мужество.       |
| Орден Суворова II степени         | 19 февраля 1945                                               | награждена указом Президиума Верховного Совета СССР от 19 февраля 1945 года за образцовое выполнение заданий командования в боях с немецкими захватчиками при прорыве обороны немцев южнее Варшавы и проявленные при этом доблесть и мужество. |

Личному составу 274-й стрелковой Ярцевской Краснознамённой ордена Суворова дивизии было объявлено три благодарности в приказах Верховного Главнокомандующего:
- За овладение важным опорным пунктом обороны немцев на подступах к Смоленску — городом и железнодорожной станцией Ярцево. 19 сентября 1943 года. № 17.
- За овладение штурмом овладели крупным промышленным центром Польши городом Радом — важным узлом коммуникаций и сильным опорным пунктом обороны немцев. 16 января 1945 года. № 222.
- За завершение ликвидации группы немецких войск, окруженной юго-восточнее Берлина. 2 мая 1945 года. № 357.

## Отличившиеся воины дивизии
| Награда      | Ф. И. О.                        | Должность                                                                   | Звание                    | Дата награждения                 | Примечания |
| ------------ | ------------------------------- | --------------------------------------------------------------------------- | ------------------------- | -------------------------------- | --- |
|              | Белов, Михаил Алексеевич        | командир стрелкового батальона 965-го стрелкового полка                     | Майор                     | 24.03.1945                       | |
|              | Бидненко, Александр Иванович    | командир стрелкового батальона 961-го стрелкового полка                     | Майор                     | 27.02.1945                       | |
|              | Бортник, Роман Иосифович        | командир 965-го стрелкового полка                                           | Полковник                 | 24.03.1945                       | |
|              | Губанов, Николай Герасимович    | командир противотанкового орудия 961-го стрелкового полка                   | Красноармеец              | 21.02.1945                       | |
|              | Додогорский, Пётр Викторович    | командир 961-го стрелкового полка                                           | Полковник                 | 24.03.1945                       | |
|              | Киреев, Николай Архипович       | командир батареи 150-го отдельного истребительно-противотанкового дивизиона | Капитан                   | 21.02.1945                       | |
|              | Котлярский, Борис Моисеевич     | командир 814-го артиллерийского полка                                       | Подполковник              | 27.02.1945                       | |
|              | Кряжев, Василий Ильич           | командир стрелкового батальона 961-го стрелкового полка                     | Майор                     | 27.02.1945                       | |
|              | Петров, Михаил Тимофеевич       | временно исполняющий должность командира 965-го стрелкового полка           | Майор                     | 24.03.1945                       | |
|              | Ровчаков, Фёдор Фёдорович       | командир роты 965-го стрелкового полка                                      | Старший лейтенант ВС СССР | 24.03.1945                       | |
|              | Фролов, Иван Акимович           | наводчик орудия 961-го стрелкового полка                                    | Старший сержант           | 25.09.1944                       | |
|              | Шульга, Василий Павлович        | командир дивизии                                                            | Генерал-майор             | 06.04.1945                       | |
|              | Иванов, Алексей Андреевич       | командир орудия 814-го артиллерийского полка                                | Младший сержант           | 10.08.1944 10.03.1945 15.05.1946 | |
|              | Козятинский, Иван Климентьевич  | командир сапёрного отделения 961-го стрелкового полка                       |                           | 30.07.1944 31.03.1945 15.05.1946 | |
|              | Меньшиков, Николай Иванович     | помощник командира взвода 340-й отдельной разведывательной роты             | Старший сержант           | 22.03.1944 23.07.1944 24.03.1945 | |
|              | Путилин, Кузьма Фёдорович       | сапер-разведчик 545-го отдельного саперного батальона                       | Ефрейтор                  | 06.11.1944 23.11.1944 31.05.1945 | |
|              | Селивёрстов, Владимир Яковлевич | разведчик 340-й отдельной разведывательной роты                             | Ефрейтор                  | 20.07.1944 06.11.1944 15.05.1946 | |
|              | Шипилов, Пётр Фёдорович         | разведчик 340-й отдельной разведывательной роты                             | Красноармеец              | 22.03.1944 30.08.1944 15.05.1946 | |
| Орден Ленина | Головко, Степан Владимирович    | командир отделения 961-го стрелкового полка                                 | Сержант                   | 03.06.1944                       | Закрыл своим телом амбразуру пулемёта. Представлялся к званию Героя Советского Союза, но награждён орденом Ленина. |

## В дивизии служили
- Сурнин, Георгий Иванович
- Батенев, Егор Иванович
- Кошаков, Григорий Михайлович